# Heligmonevra rodhaini
Heligmonevra rodhaini är en tvåvingeart som beskrevs av H. Oldroyd 1970. Heligmonevra rodhaini ingår i släktet Heligmonevra och familjen rovflugor.
Artens utbredningsområde är Kongo. Inga underarter finns listade i Catalogue of Life.